# 宇宙配備宇宙監視衛星
宇宙配備宇宙監視衛星（うちゅうはいびうちゅうかんしえいせい Space Based Space Surveillance, SBSS）は、アメリカ空軍の軍事観測衛星。製造主契約者はボーイング。人工衛星の安全を確保するために、光学センサーを用いて軌道上の他衛星やデブリなどの監視・軌道確定（宇宙状況認識）を主目的としている。アメリカ軍はすでに地上システムによるデブリなどの監視を行っているが、これを充実させるものであり、2001年頃から検討が進められてきた。打ち上げ後は、宇宙優勢システム航空団の宇宙状況認識群 (Space Situational Awareness Group) が運用を行う予定となっている。
SBSSから得られたデータは、アメリカ空軍やアメリカ国防総省のほか、NASAにも提供され、国際宇宙ステーションやスペースシャトルのミッションにも利用される。

## 1号機
太平洋夏時間2010年9月25日21時41分、オービタル・サイエンシズはミノタウロス4をヴァンデンバーグ空軍基地から打ち上げ、SBSS1号機は高度約630kmの軌道に投入された。光学センサーを搭載し、デブリを24時間体制で監視する。検出可能なデブリのサイズは不明で、1号機の観測能力についても非公開となっている。